# 無線遠視法
無線遠視法（むせんえんしほう）とは、高柳健次郎が1923年(大正12年)に提唱したテレビの原理の名称である。
のちに"テレビの父"とも呼ばれる彼が、神奈川県立工業学校(現:神奈川県立神奈川工業高等学校)の教諭をしていた当時に提唱し命名した。同年にアメリカでは電波による画像（のみ）の送受信には成功しており、彼の理論は、電波によって音声と画像の両方を連続的に送ることにより、離れた場所の様子をリアルタイムで（まるで映画のように）動画で見ることができるという理論だった。関東大震災の混乱後の翌1924年（大正13年）高柳は出身地の静岡県浜松市に戻り、1926年(昭和元年)12月25日、浜松高等工業学校(現:静岡大学工学部)において電子式テレビの実験に成功し、この原理を実証した。
デジタルハイビジョン放送となった現在のテレビのしくみも、基本的にはこの原理にもとづいている。